# 大徳寺
大徳寺（だいとくじ、旧字体：大德寺）は、京都市北区紫野大徳寺町にある臨済宗大徳寺派の大本山の寺院。山号は龍宝山（りゅうほうざん）。本尊は釈迦如来。開山は宗峰妙超（大燈国師）で、正中2年（1325年）に正式に創立されている。
京都でも有数の規模を有する禅宗寺院で、境内には仏殿や法堂（はっとう）をはじめとする中心伽藍のほか、20か寺を超える塔頭が立ち並び、近世寺院の雰囲気を残している。大徳寺は多くの名僧を輩出し、茶の湯文化とも縁が深く、日本の文化に多大な影響を与え続けてきた寺院である。本坊および塔頭寺院には、建造物・庭園・障壁画・茶道具・中国伝来の書画など、多くの文化財を残している。なお、大徳寺本坊は一般には非公開であり、塔頭も非公開のところが多い。

## 歴史
大徳寺の開祖である禅僧・宗峰妙超は、弘安5年（1282年）に播磨国（現・兵庫県）で赤松氏の家臣・浦上一国と赤松則村（円心）の姉との間に生まれた。11歳の時、地元の大寺院である圓教寺に入り、天台宗を学ぶが、後に禅宗に目覚め、鎌倉の高峰顕日、京の南浦紹明に参禅。南浦紹明が鎌倉の建長寺に移るに従って宗峰も鎌倉入りし、徳治2年（1307年）に師から印可を得た。
その後数年京都東山で修行を続けていた宗峰妙超は、正和4年（1315年）ないし元応元年（1319年）に叔父の赤松則村（円心）の帰依を受け、洛北紫野の地に小堂・大徳庵を建立した。これが大徳寺の起源という。花園上皇は宗峰に帰依し、正中2年（1325年）に大徳寺を祈願所とする院宣を発している。寺院としての形態が整うのはこの頃からと考えられる。
後醍醐天皇も当寺を保護し、建武元年（1334年）には大徳寺を京都五山のさらに上位に位置づけるとする綸旨を発している。また、花園天皇や光厳天皇ら歴代天皇、中御門経継、守良親王、新田義貞などの有力貴族からの寄進を受け、1333年ころには播磨、摂津、紀伊などの畿内各地に加え、信濃、下総、美濃のなど広範囲にわたって延7,600石の寺領を有していた。
しかし、建武の新政が瓦解して室町幕府が成立すると、後醍醐天皇と関係の深かった大徳寺は足利将軍家から軽んじられ、京都五山から除かれてしまった。至徳3年（1386年）には、十刹の最下位に近い第9位となっている。このため第二十六世養叟宗頤は、永享3年（1432年）足利政権の庇護と統制下にあって世俗化しつつあった五山十刹から離脱し、座禅修行に専心するという独自の道をとった。五山十刹の寺院を「叢林」（そうりん）と称するのに対し、同じ臨済宗寺院でも、大徳寺や妙心寺のような在野的立場にある寺院を「林下」（りんか）という。
その後の大徳寺は、貴族・大名・商人・文化人など幅広い層の保護や支持を受けて栄え、室町時代以降は一休宗純をはじめとする名僧を輩出した。侘び茶を創始した村田珠光などの東山文化を担う者たちが一休に参禅して以来、大徳寺は茶の湯の世界とも縁が深く、武野紹鴎・千利休・小堀遠州をはじめ多くの茶人が大徳寺と関係をもっている。また国宝の塔頭龍光院密庵（みったん）など文化財に指定された茶室も多く残る。このため京童からは「妙心寺の算盤面」「東福寺の伽藍面」「建仁寺の学問面」などと並んで「大徳寺の茶面（ちゃづら）」と皮肉られた。
享徳2年（1453年）の火災、そして応仁の乱による被害で当初の伽藍を焼失したが、一休宗純が堺の豪商・尾和宗臨らの協力を得て復興。また、各地の守護大名によって塔頭が建立されたりもしている。
天正10年（1582年）6月2日の本能寺の変で織田信長が自害した後の同年10月15日には、羽柴秀吉によって信長の葬儀が当寺で盛大に執り行われている。翌年には秀吉によって信長の菩提寺として塔頭・総見院が創建されている。

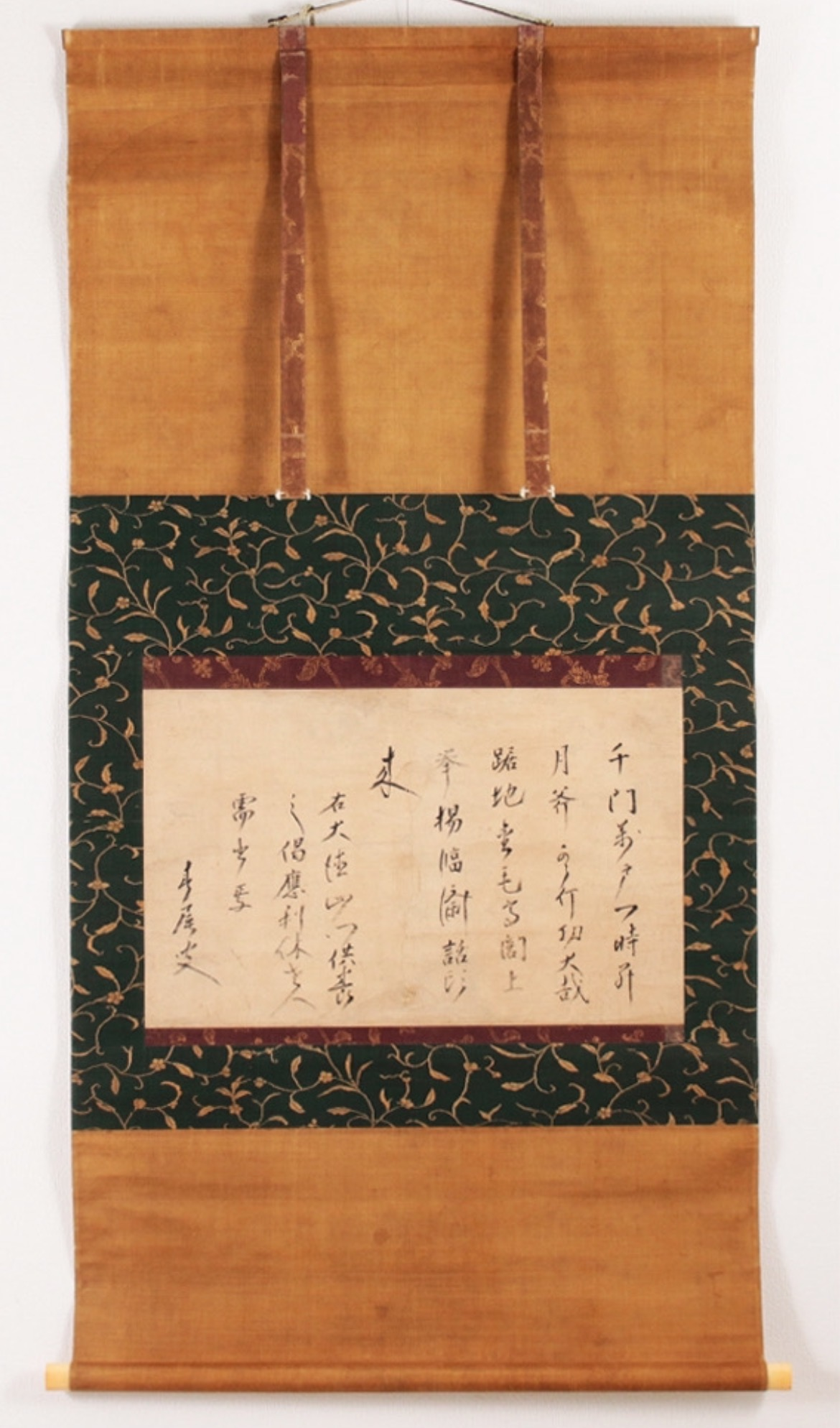
大徳寺山門供養之偈 春屋宗园

これ以後も秀吉や諸大名から篤い帰依を受け、天正17年（1589年）には千利休によって山門・金毛閣が完成している。利休は晩年にこの山門修築の事業を引き継いで門の上に閣を重ねて楼門を造り金毛閣を寄進した。利休は山門を修復した後、住職の春屋宗園に山門の供養を書かせたが、それにより豊臣秀吉を怒らせたとされる。
江戸時代初期に江戸幕府の統制を受け、元住持の高僧・沢庵宗彭が紫衣事件で流罪となる圧迫を受けたが、三代将軍徳川家光が沢庵に帰依したこともあって幕府との関係ものちに回復した。近世には「二十四塔頭、六十寮舎・子庵」あるいは「二十四塔頭、准塔頭五十九宇（「六十五宇」とも）」などと呼ばれ、末寺は25ヶ国280余寺、末寺の塔頭130余院を数えるほど栄え、朱印地は2,011石余を有した。この広大な寺領が大徳寺の経済的基盤であったが、明治維新後の上知令によって多くを失ってしまう。なんとか堂宇を維持するため1878年（明治11年）、塔頭13寺を合併（事実上廃絶）、4寺を切縮、20寺を永続塔頭とする縮小を行うものの、寺運は栄え今日に至っている。

## 歴代住持
太字は大徳寺派管長経験者。
開山．宗峰妙超（興禅大燈国師）
1. 徹翁義亨（大祖正眼禅師）
2. 令翁宗雲
3. 愚翁宗碩
4. 虎渓道壬
5. 平泉道均
6. 蒋山仁禎
7. 言外宗忠（密伝正印禅師）
8. 卓然宗立
9. 法雲操堂
10. 明叟
11. 徳翁叟碩
12. 鄧林
13. 大象宗嘉
14. 大器
15. 南周
16. 竺翁
17. 大模宗範
18. 東源
19. 乾用宗梵
20. 季嶽妙周
21. 香林宗簡
22. 華叟宗曇（大機弘宗禅師）
23. 巨嶽
24. 椿巌宗寿
25. 性才樗菴
26. 養叟宗頤（宗恵大照禅師）
27. 明遠宗智
28. 無言
29. 璉江
30. 日照宗光
31. 滅崖宗興
32. 格堂祖越
33. 季東宗溟
34. 燈菴玄全
35. 一洲宗芸（大慈恵光禅師）
36. 日峯宗舜（禅源大済禅師）
37. 足菴宗鑑
38. 惟三宗叔
39. 義天玄承（大慈慧光禅師）
40. 春浦宗熙（正続大宗禅師）
41. 雪江宗深（仏日真照禅師）
42. 體調
43. 顕室
44. 柔仲宗隆
45. 岐菴宗揚
46. 景川宗隆（本如実性禅師）
47. 一休宗純
48. 晦翁宗昭
49. 芳蔭
50. 泰叟宗愈
51. 特芳禅傑（大寂常照禅師）
52. 悟渓宗頓（大興心宗禅師、仏徳広通国師）
53. 東陽栄朝（大道真源禅師）
54. 一渓宗統
55. 西浦宗肅
56. 実伝宗真（仏宗大弘禅師）
57. 天釈禅弥
58. 桃蹊宗仙
59. 椿叟宗寿
60. 天縦宗受（寂光大照禅師）
61. 天琢宗球
62. 仁済宗恕（本覚霊照禅師）
63. 悦堂宗懌
64. 桂菴嫩
65. 玉浦宗珉
66. 独秀乾才（法智普光禅師）
67. 大機竺
68. 鄧林宗棟
69. 興宗宗松（大猷慈済禅師）
70. 陽峯宗韶（匡宗霊慧禅師）
71. 瑞翁宗縉
72. 東渓宗牧（仏慧大円禅師）
73. 東海宗朝
74. 竺堂桂
75. 雪岫瑞秀
76. 古嶽宗亘（仏心正統禅師、正法大聖国師）
77. 廉叟忠謙
78. 一宗紹麟
79. 悦渓叟忢（仏照大鏡禅師）
80. 古潤宙
81. 玉英宗冏
82. 龍江宗翔
83. 以天宗清（正宗大隆禅師）
84. 貞叔宗廉
85. 千林宗桂
86. 小渓紹怤（仏智大通禅師）
87. 休翁宗万（大伝仏燈禅師）
88. 伝菴宗器
89. 月浦玄珠
90. 大林宗套（仏印円證禅師、正覚普通国師）
91. 徹岫宗九（仏徳大用禅師、普応大満国師）
92. 玉堂宗條（仏徳大輝禅師）
93. 清菴宗胃（広徳正宗禅師）
94. 天啓宗歅（大智仏勝禅師）
95. 大室宗碩（東光智燈禅師）
96. 謹甫宗𤦹
97. 龍谷宗登
98. 春林宗俶（仏通大心禅師）
99. 松裔宗佺
100. 泰嶽宗康
101. 雲叔宗慶（仏心広通禅師）
102. 江隠宗顕（円智常照禅師）
103. 和渓宗順（徳光真照禅師）
104. 華菴宗栄
105. 怡雲宗悦（心燈慈照禅師、霊源大龍国師）
106. 大歇宗用
107. 笑嶺宗訢（祖心本光禅師）
108. 玉叟宗璋
109. 督宗紹董
110. 南岑宗菊
111. 春屋宗園（朗源天真禅師、大宝円鑑国師）
112. 玉仲宗琇（仏機大雄禅師）
113. 明叟宗普（真如広照禅師）
114. 大岫宗初
115. 南英宗頓
116. 万仞宗松
117. 古渓宗陳（大慈広照禅師）
118. 梅隠宗香
119. 真叔宗梖
120. 咲隠宗听
121. 明叔宗哲（霊燈普光禅師）
122. 仙嶽宗洞
123. 竹澗宗門
124. 先甫宗賢（法龍大源禅師）
125. 太素宗謁
126. 一凍紹滴（明堂古鏡禅師）
127. 準叟宗範
128. 梅渓宗葩
129. 天叔宗眼（仏国大安禅師）
130. 玉甫紹琮（大悲広通禅師）
131. 錬叔宗鉄（仏国大安禅師）
132. 希叟宗罕
133. 太翁宗安
134. 万江宗程（徳輝普燈禅師）
135. 宝叔宗珍
136. 心渓宗安
137. 松嶽紹長
138. 董甫紹仲
139. 京甫宗兆
140. 蘭叔宗秀
141. 雲英宗偉
142. 月岑宗印（大興円光禅師）
143. 自天宗承
144. 盛叔宗唐
145. 州甫宗鎮
146. 賢叟宗佐
147. 玉室宗珀（直指心源禅師）
148. 瑶林宗玖
149. 琢甫宗璘
150. 伝叟紹印（仏性心宗禅師）
151. 東嶺宗陽（龍巌大雲禅師）
152. 藍渓宗瑛（大規綱宗禅師）
153. 澤庵宗彭（普光国師）
154. 龍室宗章
155. 南隣宗頓
156. 江月宗玩（大梁興宗禅師）
157. 雄峯宗韓
158. 玉翁紹璵
159. 賢谷宗良（本覚広済禅師）
160. 要叔宗三
161. 春嶽宗勝
162. 日新宗益
163. 玉田宗瓉
164. 龍嶽宗劉（竺仙大法禅師）
165. 菊径宗存
166. 文室宗周（普海本浄禅師）
167. 悦叔宗懌
168. 光澤宗温
169. 天祐紹杲（仏海祖燈禅師）
170. 清巌宗渭（清浄本然禅師）
171. 義峯宗寔
172. 正隠宗知
173. 岡甫宗崑
174. 機菴宗用
175. 随倫宗宜
176. 安室宗閑（大鑑印宗禅師）
177. 旧嶽宗容
178. 黙翁宗淵（禅慧大匡禅師）
179. 笑堂宗誾（真寂浄智禅師）
180. 禅海宗俊
181. 江雪宗立（大綱智海禅師）
182. 雪庵宗圭（大殊法光禅師）
183. 琢玄宗璋（法梁隆徳禅師）
184. 江雲宗龍（円慧霊通禅師）
185. 玉舟宗璠（大徹明応禅師）
186. 唐叔宗堯
187. 啓室宗栄（真機良猷禅師）
188. 燈外紹伝
189. 仙渓宗春（霊輝恵明禅師）
190. 天室宗竺（大覚円明禅師）
191. 方充紹侘
192. 祥巌宗鶴
193. 南叟宗薫
194. 旧山宗英
195. 翠巌宗珉（法雲大仰禅師）
196. 伝外宗左（大通智勝禅師）
197. 大隠妙雄
198. 乾英宗単（慧燈神照禅師）
199. 性翁宗智
200. 見巌紹及（慈光円照禅師）
201. 春澤宗晃
202. 実堂宗伝（法雄真徳禅師）
203. 昭海紹蘇
204. 春嶺紹温
205. 陽甫宗暾
206. 珪山宗璜
207. 鉄舟宗鈍（空恵浄照禅師）
208. 大仲宗潙
209. 愚渓宗智
210. 無隠宗喜（妙応大忍禅師）
211. 一渓宗什（真覚普応禅師）
212. 堅峯紹益（曹源瑞龍禅師）
213. 雪渓宗雪
214. 祥山宗瑞（大円鏡智禅師）
215. 伝心宗的（仏智無碍禅師）
216. 惟舟宗般
217. 徳峯宗古
218. 天倫宗忽（国英法鑑禅師）
219. 春外宗信
220. 俊巌宗忍
221. 説叟宗演（法梅普融禅師）
222. 仰堂宗高
223. 旋峯宗右
224. 別源宗甄
225. 先叔宗考
226. 端堂紹肅（大寂法明禅師）
227. 安叔宗泰
228. 密玄宗要
229. 千巌宗諄
230. 拙堂宗清（恵日定光禅師）
231. 順宗宗助（宝覚仏印禅師）
232. 東巌宗易
233. 碩翁宗胖（妙乗神悟禅師）
234. 閑徹宗安（法源知覚禅師）
235. 天岸宗玄（慈徳慧済禅師）
236. 真巌宗実
237. 印充紹要
238. 列堂義仙
239. 質休宗文（円機真悟禅師）
240. 宥峯宗恕（明学円源禅師）
241. 天英宗五
242. 大雲義休（仏眼光證禅師）
243. 賢外宗哲
244. 月庭宗柳
245. 別山宗各
246. 心嶽宗欽
247. 月渓宗呑（仏日永明禅師）
248. 乾舟妙一
249. 素隠宗淳
250. 梅岑宗点（真応大観禅師）
251. 仙州宗桂
252. 虎巌宗乙（法眼真浄禅師）
253. 怡渓宗悦（法忍大定禅師）
254. 月梅宗松
255. 瑞渓宗祥
256. 穆巌宗穆（仏統大明禅師）
257. 鏡巌宗光
258. 伯堂宗叔
259. 悟渓宗覚
260. 湘南宗沅（大鑑真宗禅師）
261. 功海宗勲
262. 孚山宗祐
263. 江峯宗珉
264. 陽岑宗昕（仏光慈照禅師）
265. 天嶺宗聞（法源智覚禅師）
266. 悦堂宗看
267. 清巌宗節
268. 龍睡宗章
269. 端崖宗言
270. 剛山宗柔
271. 陳叟宗睦
272. 実翁叟著
273. 大心義統
274. 玉潭義浄（大達広智禅師）
275. 月山紹珂
276. 琢宗叟琱
277. 海印宗珠
278. 雲巌義端
279. 南海宗琳
280. 俊峯宗英
281. 周山宗甫
282. 桃林宗陽
283. 龍淵義天
284. 桂隠宗仙（海恵悟明禅師）
285. 天柱義雪
286. 久巌紹昌
287. 龍巌宗棟（実際空真禅師）
288. 梅堂義琇
289. 亭山紹伝（大常妙用禅師）
290. 雲秀宗台
291. 江西宗寛（法恵通明禅師）
292. 龍岫宗黄（法応仏眼禅師）
293. 良堂宗温
294. 瑚隠宗璉
295. 玉仙宗斤
296. 敬峯宗恭（宣耀聖燈禅師）
297. 栢州宗貞
298. 万拙宗庸
299. 天菴宗篤（徳海無為禅師）
300. 鶴洲宗寿
301. 大梅宗円（法燈明宗禅師）
302. 桂堂宗玉
303. 寂水宗湛
304. 瑞堂妙虔
305. 桂洲宗嫩
306. 祝峯宗融
307. 密雲宗察（真寂悟空禅師）
308. 孝嶽宗里
309. 啓叔宗廸
310. 錬了宗精
311. 瑞麟宗玖
312. 寛嶺宗量
313. 任叔宗堯
314. 竺嶺宗伍
315. 月洲義印
316. 太玄宗珊
317. 少峯宗林
318. 信叔義門
319. 万了義般
320. 江巌宗活
321. 実参義諄
322. 法厳宗律
323. 璋隠宗瑾
324. 鉄叟紹石
325. 諶谷宗信
326. 茂林宗植（徳光普照禅師）
327. 月船宗三
328. 虎峯宗雄
329. 大嶺宗観（慧光無量禅師）
330. 岐堂紹楊
331. 性巌宗本
332. 玉閑宗玖
333. 太虚宗夃
334. 円巌紹通
335. 大渓宗徹
336. 大寧宗兆
337. 元叟宗厚
338. 梁堂紹掄
339. 真叟妙常
340. 安禅紹賢
341. 大龍宗丈（大乗正宗禅師）
342. 藍谷義田
343. 郁翁義蕙
344. 文英紹典
345. 大菴宗意
346. 見道宗善
347. 泰州義寧
348. 江堂宗景
349. 巨海宗如（真機広演禅師）
350. 大方紹本
351. 別巌宗轍
352. 日寛宗舜
353. 成巌宗就
354. 心瑛宗悦
355. 恭山宗良
356. 大川義浚
357. 大岫宗般
358. 閑田義問
359. 寛渓宗宏
360. 謙叟紹彦
361. 愚谷宗賢
362. 愚堂宗哲
363. 天洲紹中
364. 実紋宗誠
365. 英巌義俊
366. 斗山宗枢
367. 敬外宗信
368. 梅峯宗常
369. 特英宗卓
370. 万輝宗旭
371. 鼓山宗宜
372. 陶嶺宗鉗
373. 石峯宗柱
374. 庭州義訓
375. 海門宗音
376. 非心義覚
377. 一道宗等
378. 無学宗衍（至聖大妙禅師）
379. 堯州宗寛
380. 雪峯宗台
381. 徳隠宗薩
382. 独翁紹慎
383. 貫岑義文
384. 粛巌宗敬
385. 東天宗嶽
386. 霊巌宗楞
387. 別道紹伝（広燈慈明禅師）
388. 端巌宗発（法雲真際禅師）
389. 無価宗璵
390. 真巌宗乗
391. 観光宗貞
392. 普山宗満
393. 建宗義寅
394. 大休宗活
395. 功州義全
396. 瑞巌宗頊
397. 直翁宗廉
398. 要道宗三
399. 圭宗宗璋
400. 詮叟宗註
401. 明道宗詮
402. 龍渓紹章
403. 松巌宗看
404. 鉄舟宗昆
405. 玉堂宗珍
406. 則道宗軌
407. 大順宗慎
408. 古田宗稷
409. 融谷宗通
410. 心海宗研
411. 興巌紹隆
412. 良遂宗良
413. 一山宗丁
414. 東陽宗冕
415. 寰海宗晙（円応妙運禅師）
416. 秀山宗騏
417. 大澤紹瑛（寂光円照禅師）
418. 宙宝宗宇（大光真照禅師）
419. 常光宗勤
420. 護峯宗行
421. 荊山宗珍
422. 別宗義教
423. 香林宗薫
424. 金嶺義剛
425. 直道宗浄
426. 円巌宗智
427. 剛堂宗健
428. 玄道宗圭
429. 明堂宗宣
430. 大徹宗斗
431. 寛令宗永
432. 笑雲宗誾
433. 精方宗錬
434. 真峯宗正
435. 大綱宗彦
436. 石窓宗恪
437. 完山宗全
438. 月舟宗中
439. 大鼎宗允
440. 正道義董
441. 法巌紹典（円機明道禅師）
442. 雄峯宗英
443. 断橋宗扶
444. 諦道宗当
445. 正順宗貞
446. 融山宗戒
447. 拙叟宗益
448. 列翁宗透
449. 恩光宗澤
450. 大雲宗兆
451. 顕道宗昌
452. 喬谷宗丞
453. 大道宗篤
454. 月海宗銘
455. 圭宝義白
456. 清閑宗瑾
457. 悦叟妙怡
458. 説巌義演
459. 玄峯宗妙
460. 月菴宗清
461. 観宗義諦
462. 石菴義格
463. 要津義航
464. 浩道義恬
465. 文渓宗郁
466. 霊巌宗薫
467. 玉淵宗騮
468. 塡山宗補
469. 真叟紹観
470. 亨山宗貞
471. 牧宗宗寿
472. 峻峯宗亮
473. 海雲義岫
474. 一翁宗滴
475. 一道義貫
476. 大道宗安
477. 真浄宗詮
478. 英叟宗俊
479. 圭窓宗潤
480. 容洲宗儀
481. 乾谷宗一
482. 伽山全楞
483. 広州宗澤
484. 精畊宗侃
485. 笑峰宗竺
486. 宗般玄芳
487. 玄外宗訥
488. 全提要宗
489. 晦巌常正
490. 惟精宗馨
491. 大観宗長
492. 恢州宗諾
493. 龍瑞義門
494. 寿山宗隆
495. 寛慶紹珉
496. 好清紹因
497. 要道宗要
498. 澤州義恒
499. 明道宗俊
500. 月洲宗詮
501. 天慧義正
502. 忠峯宗越
503. 瑞巌宗碩
504. 謙州宗憲
505. 歓渓紹忻
506. 雪窓宗甫
507. 至道宗順
508. 随応戒仙
509. 桂堂紹昌
510. 義山良忠
511. 大亀宗雄
512. 浩明宗然
513. 猷山祖順
514. 教道宗育
515. 誡堂宗省
516. 泰堂宗秋
517. 南嶽恵京
518. 以清妙保
519. 明堂宗印
520. 雪底宗譚
521. 荊山宗璞
522. 南嶺宗柏
523. 泰巌義方
524. 明浦宗哲
525. 卓巌宗芳
526. 碩応宗博
527. 寛州宗一
528. 桃林宗園
529. 寛海宗弘
530. 玉堂宗健
531. 海洞宗心

## 境内

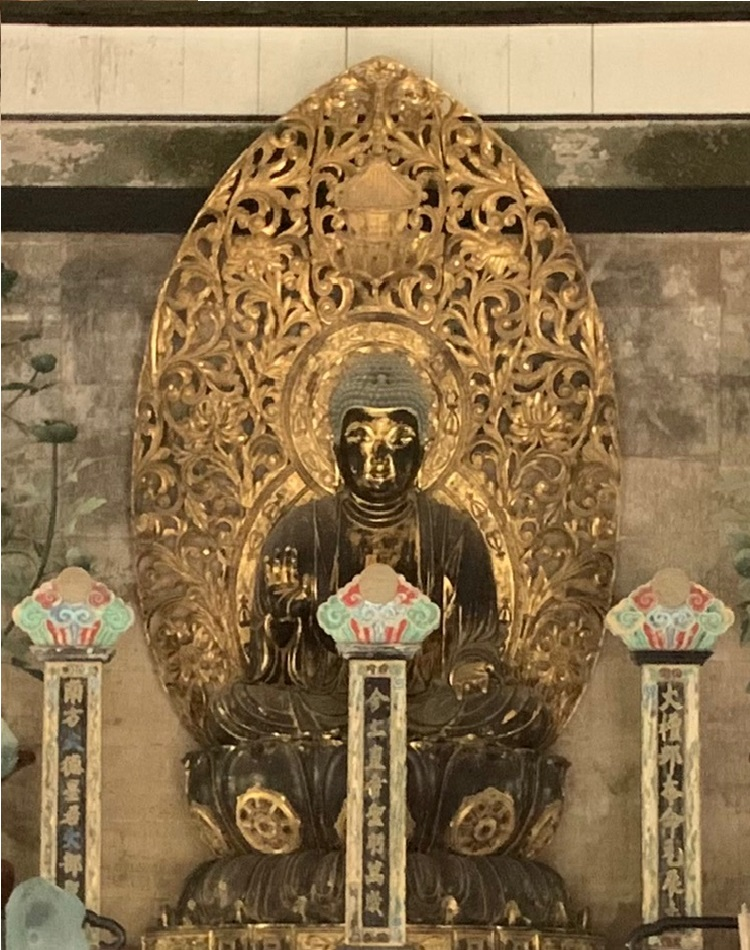
大徳寺本尊釈迦如来坐像

勅使門、山門、仏殿、法堂がほぼ一直線に並び、これら中心伽藍の北・南・西に20か寺以上の塔頭寺院が並ぶ。
- 仏殿（重要文化財） - 当寺の本堂。寛文5年（1665年）に京の豪商・那波常有（なわじょうゆう）による寄進で再建された。本尊の釈迦如来坐像を祀っている。なお本尊釈迦如来坐像は、寛文年間に再建された方広寺大仏（京の大仏）の1/10サイズの模像であるとされる。方広寺を管理下に置いていた妙法院側の史料である『洛東大仏殿修覆並釈迦大像造営記』および大徳寺側の史料である『竜宝塔頭位次』によると、本尊釈迦如来坐像は、大仏製作を手掛けた仏師玄信により、大仏の試作品として製作されたが、それが時の将軍徳川家綱の手を経て、大徳寺に寄進されたものであるという（方広寺大仏再建には江戸幕府が関与していた）[3]。障壁画は海北友松の筆。天井画は狩野元信による飛天図で、文明11年（1479年）に堺の豪商・尾和宗臨の寄進で再建された以前の仏殿からの再利用である。
- 法堂（重要文化財） - 寛永13年（1636年）に小田原藩主稲葉正勝の遺志により、子の正則によって再建された。天井に描かれている「雲龍図」は狩野探幽35歳の作である。
- 経蔵（重要文化財） - 寛永13年（1636年）に那波宗旦により再建。
- 鐘楼（重要文化財） - 天正11年（1583年）再建。
- 本坊（宗務本所）
  - 庫裏（重要文化財） - 寛永13年（1636年）頃再建。旧方丈の古材を使用している。
  - 寝堂（重要文化財） - 茶堂とも呼ばれる。寛永7年（1630年）に長州藩の家老・益田元祥により建立。
  - 廊下（重要文化財）
  - 方丈（国宝） - 寛永12年（1635年）の再建で、禅宗様建築である法堂や仏殿と異なる日本様式の建物である。方丈は正面29.8メートル、側面17.0メートル、入母屋造で桟瓦葺（本来は檜皮葺）、開祖・宗峰妙超（大燈国師）の300年遠忌を記念して建てられたもの。方丈は元来は住職の居室を指したが、後に住持の居間は別所に移転され、朝廷の勅使や幕府役人の接待や宗教行事などに用いられる空間となった。通常の方丈建築は、前後2列・左右3列の計6室を並べる平面形式が多いが、大徳寺方丈は前後2列・左右4列の計8室をもつ特異な形式で、向かって右から2列目の前後2室は、妙超の塔所（墓所）である雲門庵となっている。雲門庵の一部は方丈北面の広縁を越えて北側に突出している。妙超は自らの死後に墓所として別の寺院を建てるには及ばぬと遺言していたため、このような形式になっている。方丈の障壁画84面は狩野探幽の作。
  - 玄関（国宝） - 寛永13年（1636年）に豪商・後藤益勝の寄進で建立された。桁行6間、梁間1間、一重、唐破風造で桟瓦葺。中心伽藍の北側に位置し、土塀に囲まれた一角にあたる。
  - 方丈南庭（国指定史跡・特別名勝） - 枯山水庭園。天祐和尚の作庭。
  - 唐門（国宝） - 近世初頭の四脚門。切妻造、檜皮葺。前後軒唐破風付のいわゆる向唐門。西本願寺と豊国神社の唐門とともに「桃山の三唐門」と呼ばれる。仏殿や法堂などの中心伽藍の北に位置し、方丈南の土塀に接続する。かつて唐門の位置には明智門と呼ばれる本能寺の変直後に明智光秀が寄進した銀を元手に建築された門があったが、1886年（明治19年）に明智門を南禅寺の塔頭金地院に売却したことに伴い、聚楽第から移築されたと伝わる三門西側の大慈院に通じる通りに建っていた唐門を大徳寺方丈前に移築した。なお、金地院に移築された明智門の位置にもともとあった門が、現在の豊国神社の唐門である。当寺の唐門の特徴は各所にみられる自由闊達な彫刻で、随所に龍や鯉などの彫刻が施され、一部では組物の代わりにこうした彫刻が用いられている。別名「日暮門」というのはこの門を見ていると日の暮れるのも忘れてしまうということから来ており、聚楽第故地に「日暮通」の名が残るのもこの門を由来としていると伝える。2003年（平成14年）に京都府教育委員会により解体修理が行われその際、飾り金物から「天正」の刻銘が発見されたことから、伝承通り聚楽第の遺構であることが有力視されるようになった。ただし解体修理を担った府教委担当者が断定を控えるなど、異論もある。解体修理の際、慶長八年銘の棟札が発見されそこには「越後住人村上周防守頼勝」から寄付された「官門」である旨書かれていた。これを根拠に最近、聚楽第東大手門門前にあった村上周防屋敷の「御成門（豊臣秀吉を迎えるための専用の門）」ではなかったかとする説が提出された[4]。また、日光東照宮の陽明門（日暮門）のモデルになったともいう。
  - 方丈東庭「七五三の庭」 - 十六羅漢の庭とも呼ばれる。小堀遠州の作という。
  - 茶室「起龍軒」
  - 侍真寮（重要文化財） - 室町時代後期の建立。
  - 本坊表門
- 近衛家墓所
  - 近衛家歴代の墓
- 鐘楼 - 袴腰が漆喰で塗られている珍しい造り。
- 千体地蔵塚 - 約700体の石造地蔵尊が祀られている。
- 平康頼の墓
- 山門（三門、重要文化財） - 二層の山門で金毛閣と呼ばれる。連歌師・宗長の寄進で享禄2年（1529年）にまず下層のみが竣工し、天正17年（1589年）に千利休によって上層が完成すると、「金毛閣」と名付けられた。利休の恩に報いるために寺は上層に雪駄を履いた利休の木像を安置した。このため、門を通る者は利休の足下をくぐることになり、これが豊臣秀吉の怒りを買って利休切腹の一因となったと伝わる。このテキストは、千利休が住職の春屋宗園に書かせた山門の寄進の偈に関するもので、内容は「千門萬戶一時開、月斧雲斤功夫哉、據地金毛高閣上、舉揭臨濟話頭來」である。天井画の龍図は長谷川等伯の作。額「金毛閣」は雲英宗偉の筆。
- 勅使門（重要文化財） - 慶長年間（1596年 - 1614年）建築の御所の門を後水尾上皇より下賜され、寛永17年（1640年）に現在地に移築した。
- 浴室（重要文化財） - 元和8年（1622年）に京の町人・灰屋紹益（はいやじょうゆ）の寄進により再建。
- 南門
- 梶井門 - 開けずの門とも呼ばれる。もとは大徳寺の南にあった梶井門跡（現・三千院）の門。
- 総門

## 塔頭
大徳寺は塔頭24（うち2寺は門外）を有する。2021年現在、常時拝観可能な塔頭は龍源院、瑞峯院、大仙院、高桐院の4か院のみで、大部分の塔頭は参詣を受け付けておらず、特別拝観の類も行っていない。
- 徳禅寺 - 元は徹翁義亨が船岡山の東に創建した独立した一禅寺。しかし、応仁の乱で焼失し、徹翁を尊敬していた一休が現在の場所に移して再興。明治の初めには無住の寺になっていたので、農業試験場になったり、悪疫が流行したときには、臨時の隔離病棟になったこともあった。
- 竜翔寺 - 南浦紹明の塔所として洛西の安井に創建。1386年（至徳3年）京都十刹に列せられる。大永7年（1527年）桂川原の戦いの兵火で荒廃した後、大徳寺境内で再興。1878年（明治11年）養徳院と合併案が出るが[2]これを回避、1925年（大正14年）に山口玄洞によって旧天瑞寺跡に再建された。
- 如意庵 - 14世紀後半応安年中創建。何度か場所を移るが、現在のものは1973年（昭和48年）に再興されたもの。
- 真珠庵 - 一休宗純ゆかりの寺院で、村田珠光作と伝わる庭園（史跡・名勝）と、曾我蛇足、長谷川等伯の障壁画で知られる。
- 養徳院 - 応永年間に足利義満の弟・足利満詮が、祇園の側に夫人善室の菩提を弔うため創建した妙雲寺が元で、後に満詮の法名を取り将軍の許可を得て養徳院と改称。明応年間に大徳寺山内に移動。
- 龍源院 - 大徳寺の塔頭の中で一番古く、仏恵大円国師を開祖として能登の畠山義元・周防の大内義興・豊後の大友義親が創建。龍吟庭・東滴壷・阿吽の石庭などの庭が知られる。方丈前の石庭は昭和末期に細合喝堂和尚の監修の元造られた。
- 大仙院 - 常時公開の塔頭で、国宝の本堂と特別名勝・史跡の枯山水庭園で知られる。
- 興臨院 - 畠山義総が建立。前田利家による修理以降は前田氏の菩提寺となる。方丈の床の間は日本で最初のものといわれる。
- 瑞峯院 - 大友宗麟が建立。宗教専門紙「中外日報」の創始者真渓涙骨の墓がある。
- 聚光院 - 三好長慶の菩提のために嫡子・三好義継が建立。狩野永徳筆の国宝障壁画で知られる。千利休の墓塔（鎌倉期の石造宝塔を転用）があることでも知られる。
- 総見院 - 豊臣秀吉が織田信長の菩提のために建立。1878年（明治11年）大徳寺本寺に合併されたが[2]、大正期に再興された。
- 黄梅院 - 織田信長が父織田信秀の菩提を弔うため建立。蒲生氏郷の墓がある。1878年（明治11年）昌林庵と合併[2]。
- 三玄院 - 石田三成・浅野幸長・森忠政が建立。古田織部や石田三成の墓がある。古田織部好みの茶室「篁庵」がある。1878年（明治11年）清泉寺・大源庵と合併し、龍翔寺の場所へ移動[2]。
- 正受院 - 里村紹巴の墓がある。
- 大慈院 - 立花宗茂と藤村庸軒の墓がある。
- 高桐院 - 常時公開の塔頭。細川氏に所縁があり、京都での肥後細川氏の菩提寺。細川忠興やその室・ガラシャなどの墓がある。その他、出雲阿国のものと伝わる墓もある。楓と灯篭だけで構成された方丈の南庭が特徴的。忠興が北野大茶湯の際に使用したという茶室「松向軒」、利休屋敷から移築したという座敷もある。1878年（明治11年）泰勝庵と合併[2]。なお、現在は、新型コロナウイルスの影響により公開休止中である。
- 玉林院 - 天皇や皇族の医師であった曲直瀬正琳が建立したのが始まり。戦国武将・山中鹿之介の位牌堂などがある。
  - 大徳寺保育園
- 大光院 - 大和豊臣家の菩提寺。豊臣秀吉と豊臣秀保が豊臣秀長の冥福を弔う為に建立した。秀長の墓がある。1878年（明治11年）清源庵と合併[2]。
- 龍光院 - 非公開の塔頭。黒田長政が父・黒田如水菩提のため三回忌の折に建立。如水や正室光、長政の墓所があり、天下の三大茶室「密庵（みったん）」（国宝）が著名。福岡藩黒田氏歴代の位牌が祀られ京都に於ける同家の菩提所。茶道具など数多くの国宝・重文を有するが、完全非公開を貫いている塔頭である。他に有栖川宮家の墓所（初代・好仁親王～七代・韶仁親王）や吉川広家の墓所もある。1878年（明治11年）寸松庵・看松庵と合併[2]。
- 芳春院 - 加賀前田家の菩提寺。前田利家他歴代前田氏の京都における菩提寺。1878年（明治11年）高林庵と合併[2]。
- 孤篷庵 - 小堀遠州が龍光院内に建立。現在は移築し、茶室「忘筌（ぼうせん）」（重要文化財）が著名。境内の外、西側にある。
- 龍泉庵 - 明応年間創建。明治維新後廃絶したが、1958年（昭和33年）紹溪尼（佐々木ルース夫人）が日米第一禅協会日本支部を設立し、庵を復興。

門外塔頭2寺
- 来光寺 — 創建は不詳。大徳寺170世の清浄本然禅師・清巌宗渭を中興とする。1878年（明治11年）に京都府知事に提出された塔頭統廃合の計画である「合併切縮之儀ニ付御伺」に寺名がないことから、それ以降に大徳寺塔頭に編入されたと考えられる。
- 雲林院 - 境内の外、南側にある。829年（天長6年）に淳和天皇の離宮として建設された「紫野院」が832年（同9年）に「雲林亭」と改称されたことに始まる。844年には院号を受けて「雲林院」と称し、常康親王から遍照に付された。のちに天台宗元慶寺の別院となり、境内での菩提講についての記述が今昔物語や大鏡に見られる。983年（永観元年）に同地に「円融寺」が建立されると、雲林院は名称のみが残る状態となるが、1706年に大徳寺291世の江西宗寛が大燈国師を開祖として再興した。
- 瑞雲軒 - 昭和初期に旧有栖川宮邸の二階書院部分を移築して創建された2022年の方丈修復工事にあたり、同堂にあった大燈国師像の仮安置場所になっている。。

旧塔頭
- 松源院 - 春浦宗熙開祖のもと大徳寺塔頭。元禄12年（1699年）大用庵と合併、1878年（明治11年）に徳善寺へ合併された[2]後、奈良県宇陀市に再興。
- 天瑞寺（廃寺） - 豊臣家の菩提寺。龍翔寺の近くにあり、秀吉の母・大政所の霊屋があった。明治11年に大徳寺本寺へ合併[2]。
- 金龍院（廃寺） - この寺の辺りを天狗谷と呼んでいた。1878年（明治11年）龍源院へ合併[2]。
- 大源庵（廃寺） - 維新の時に筑前の軍が硝煙庫として使用していた。1878年（明治11年）三玄院へ合併[2]。

## 文化財

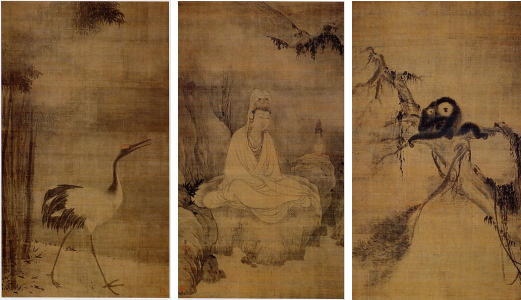
観音猿鶴図　南宋時代 牧谿筆

### 国宝
- 唐門 - 1952年（昭和27年）3月指定。
- 方丈及び玄関 2棟（附 玄関棟札2枚） - 1956年（昭和31年）6月指定。
- 絹本墨画淡彩観音図・猿鶴図 - 中国南宋時代（13世紀）の絵画。牧谿筆。「観音図」の左右に「猿図」「鶴図」を配する三幅対で、寸法は「観音図」が縦171.9センチメートル、横98.4センチメートル、「猿図」は縦173.3センチメートル、横99.4センチメートル、「鶴図」は173.1センチメートル、横99.3センチメートル。足利将軍家の美術コレクションである東山御物に含まれ、駿河国今川氏の太原雪斎により大徳寺に寄進されたという。足利義満の旧蔵を示す「道有」印（観音図）、「天山」印（猿図・鶴図）が捺されている。1951年（昭和26年）6月指定。
- 絹本著色大燈国師像 - 開祖宗峰妙超の頂相。建武元年（1334年）の作。寸法は縦115.5センチメートル、横56.7センチメートル。宗峰妙超の頂相は数多く存在し多くは像容は共通するが、当像は中でも根本像として評価されている。1953年（昭和28年）3月指定。
- 虚堂智愚墨蹟（きどうちぐ ぼくせき）- 中国南宋時代（13世紀）の墨跡。寸法は縦41.7センチメートル、横120センチメートル。虚堂智愚が達磨忌に際して記した香語で、虚堂智愚は大徳寺開山宗峰妙超の師である南浦紹明のさらに師である中国僧。年代は虚堂の晩年にあたる径山興聖万寿禅寺住職時代の咸淳3年（1267年）から死去する咸淳5年までの間と推定されている。千利休高弟の山上宗二から豊臣秀長家臣桑山重晴に伝授され、大徳寺に寄進されたという。1952年（昭和27年）3月指定。
- 後醍醐天皇宸翰御置文 元弘三年八月廿四日 - 後醍醐天皇の宸翰。寸法は縦48.8センチメートル、横87.9センチメートル。元弘3年（1333年）8月24日の筆。内容は後醍醐天皇が大徳寺には開山宗峰妙超の門流のみを止住させる「一流相承」を認めた置文である。元弘3年5月には後醍醐天皇の倒幕運動により鎌倉幕府が滅亡し、天皇が京都に入り論功行賞を行っていた時期にあたる。大徳寺に対してはこれに前後して荘園の寄進が行われており、後醍醐天皇の宗教政策の一環であると考えられている。1951年（昭和26年）6月指定。

### 重要文化財
（建造物）
- 勅使門
- 仏殿（附：明月橋、棟札8枚）

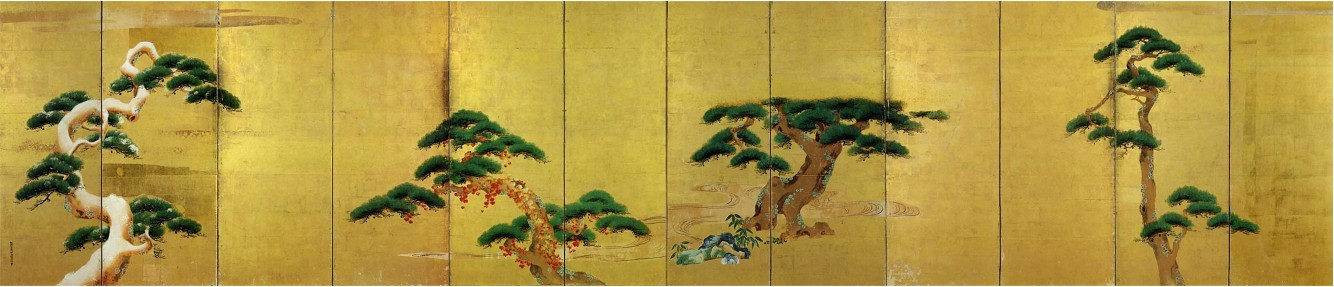
四季松図 狩野探幽筆

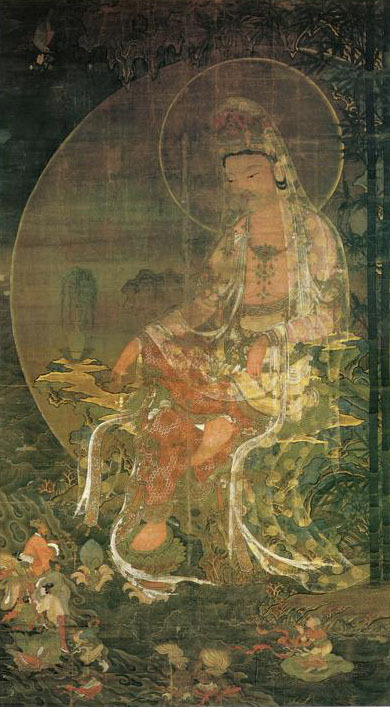
楊柳観音像 高麗時代

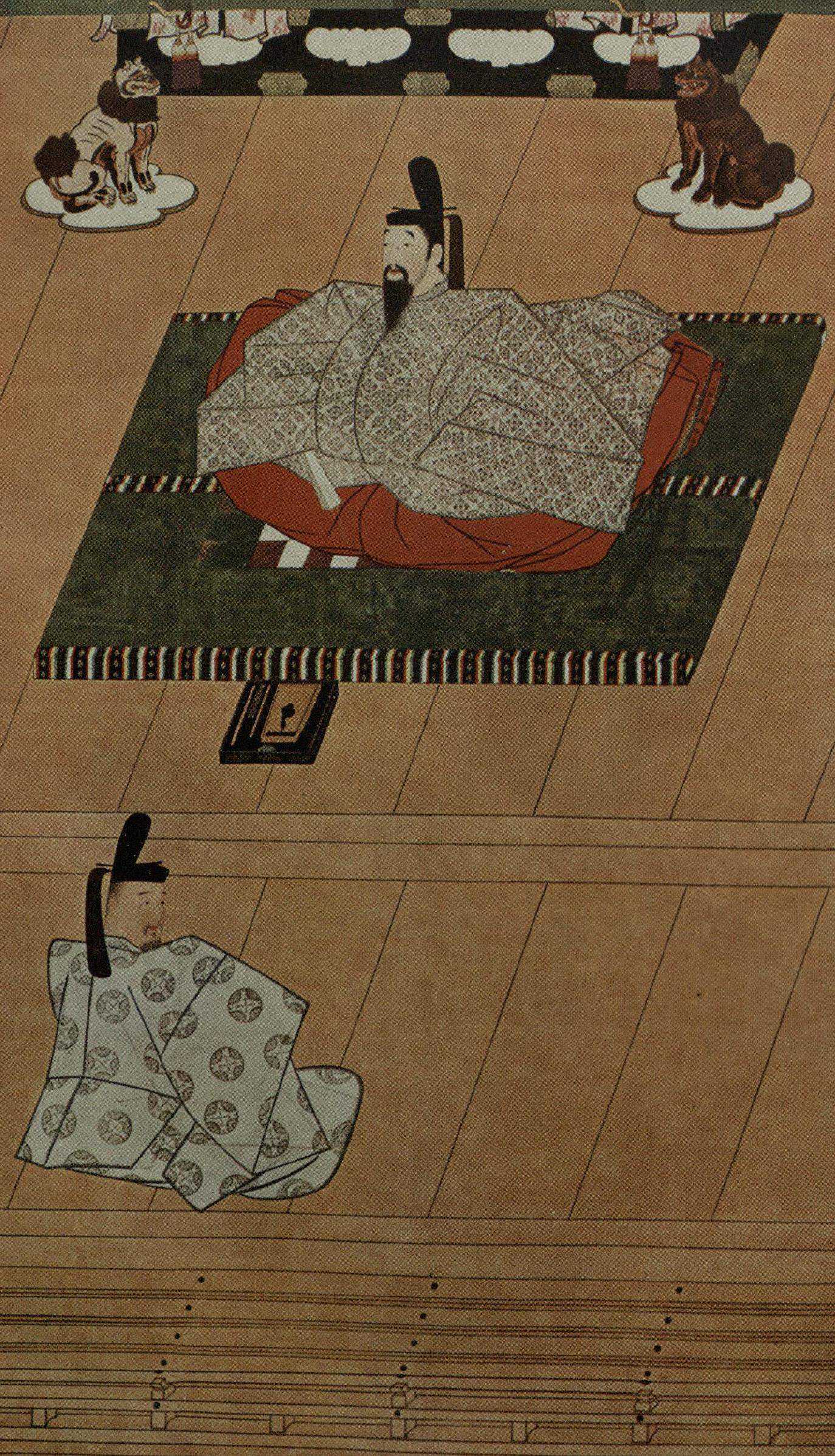
後醍醐天皇像

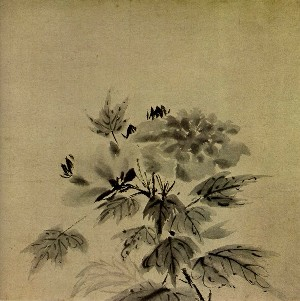
芙蓉図 伝牧谿筆

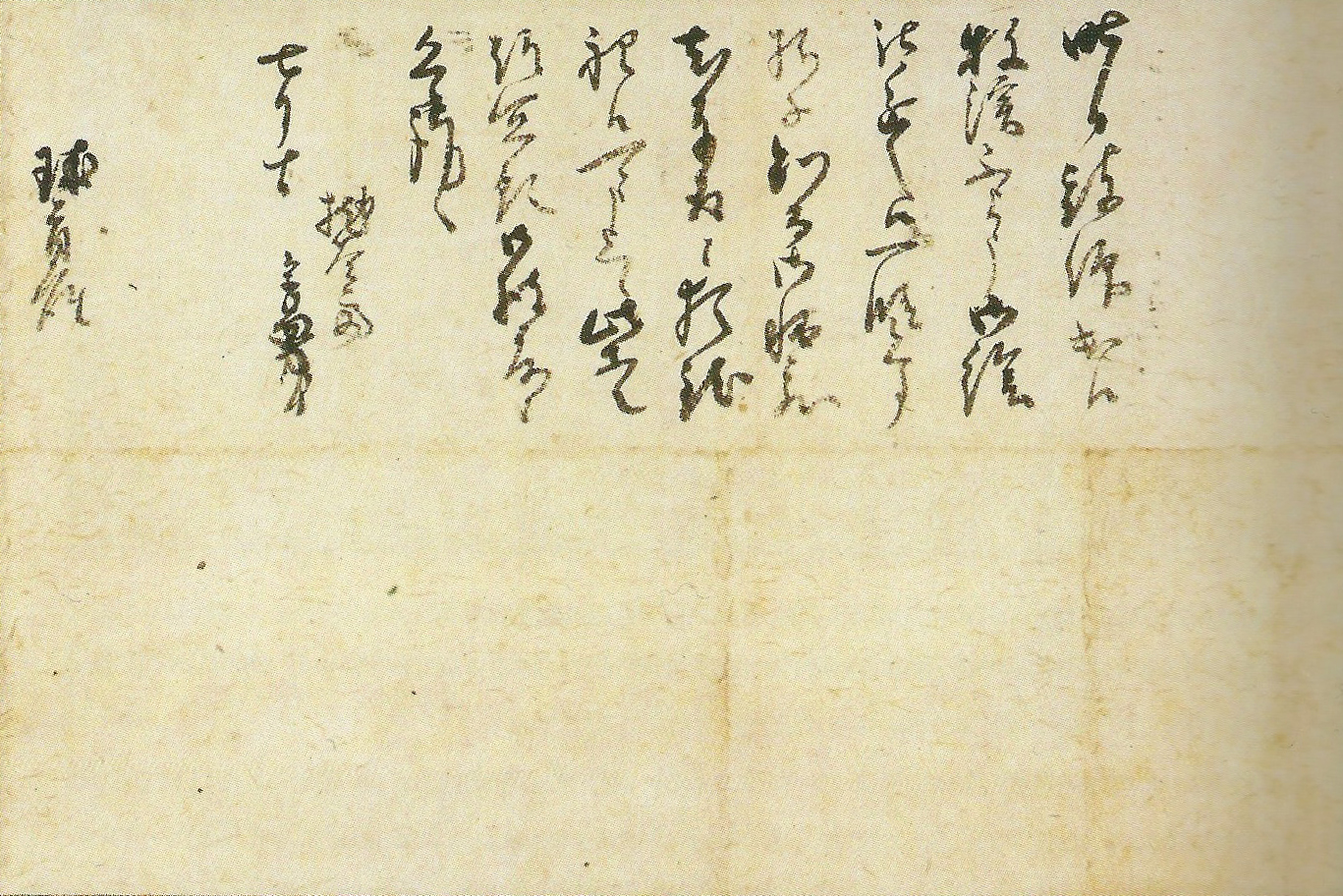
千利休筆 芙蓉図添文

- 法堂（附：廊下、棟札7枚、旧裏板2枚、旧土居葺板3枚）
- 山門（附：棟札2枚、旧土居葺板4枚、鬼瓦4箇）
- 浴室（附：銘札1枚）
- 経蔵
- 廊下（方丈玄関 - 寝堂間）
- 寝堂（附：棟札2枚）
- 庫裏（附：廊下、棟札1枚）
- 侍真寮
- 鐘楼（附：棟札2枚）

（絵画）
- 絹本著色運庵和尚像 - 嘉定十一年の自賛あり。
- 絹本著色虚堂和尚像 - 咸淳改元の自賛あり。
- 絹本著色大応国師像 - 正応改元の自賛あり。
- 絹本著色大燈国師像
- 絹本著色長生比丘尼像 - 文安六年七月十日養叟賛。
- 紙本淡彩楊岐和尚像 - 文清筆、養叟の賛あり。
- 紙本淡彩養叟和尚像 - 文清筆、享徳元年養叟自賛。
- 絹本著色五百羅漢像 - 林庭珪・周季常等筆 82幅

南宋仏画を代表する名品の一つ。元は100幅のセットで、10幅がボストン美術館に、2幅がフリーア美術館に分蔵され、計94幅が現存する。48幅に銘文があり、元は寧波鄞県の恵安院の什物で、淳熙5年（1177年）から同15年（1188年）の間に東銭湖周辺の住人が、先祖の追善供養や亡魂の極楽浄土への往生、さらに一族の安寧を祈って制作されたことがわかる。日本へは、寛元4年（1246年）頃招来され、同年来日した蘭渓道隆がもたらしたとも考えられる。その後の伝来には2説あり、元は鎌倉の寿福寺の什宝だったが、のちに後北条氏に渡って瑞渓寺に安置され、後北条氏滅亡後は豊臣秀吉が古渓宗陳を開山として創建した方広寺大仏殿の寺宝として移され、その後同じく秀吉創建・古渓開山の大徳寺総見院の什物となり、さらに借券をもって大徳寺方丈に移されたという（『龍宝山大徳禅寺志』宝永年間成立）。もう1説は、もともと建長寺の什物だったのが早雲寺のものとなり、これを秀吉が京都へ持って行き大徳寺内寺院の天瑞寺に寄進し、その後大徳寺方丈に寄進されたともいわれる（『早雲寺記録』元禄14年（1701年）成立）。どちらの説を取るにせよ、元は鎌倉の大寺院にあったが、後北条氏の手に渡り、後北条氏滅亡後は秀吉から大徳寺周辺寺院に施入されたのは確かであろう。秀吉が寄進した時点ですでに94幅しかなかったため、寛永15年（1638年）に絵仏師の木村徳応が6幅を補作している。明治27年（1894年）アーネスト・フェノロサが、ボストン美術館などアメリカ東海岸を巡回した展覧会で大徳寺本44幅を展示し、この時デンマン・ウォルド・ロスが10幅を購入し後にボストン美術館へ売却および寄贈、別ルートで海外流出した2幅は20世紀初頭フリーア美術館の所有となった。この少し前の明治21年（1888年）に、日本画家で京都及び奈良帝室博物館長となる森本後凋が100幅を全て模写しており、この海外流出を憂いた森本は手元にあった模写本から12幅を複写して大徳寺に寄進し、現在も大徳寺には当時のものではないにせよ100幅全て揃っている。この五百羅漢図は室町時代に東福寺の画僧明兆（兆殿司）が模写をし、それを10人ずつ50幅（現存は45幅）の「五百羅漢図」（重要文化財）にアレンジしている。
- 絹本著色後醍醐天皇像
- 絹本著色十王像 10幅
- 絹本著色楊柳観音像 - 1900年重要文化財指定。
- 絹本著色楊柳観音像 - 1907年重要文化財指定。
- 絹本著色楊柳観音像 - 1908年重要文化財指定。
- 紙本著色仏涅槃図（狩野松栄筆）・紙本墨書仏説教誡経（近衞家熙筆）
- 紙本墨画柏鷹芦鷺図 - 曽我二直庵筆 六曲屏。
- 絹本墨画竜虎図 2幅 - 牧谿筆。
- 絹本墨画竜虎図 2幅 - 伝牧谿筆。
- 紙本墨画芙蓉図 - 伝牧谿筆（附：千利休添文）。
- 絹本著色釈迦三尊像 3幅　狩野正信筆[8][9]
- 紙本金地著色四季松図　六曲一双　狩野探幽筆[10]
- 方丈障壁画 - 狩野探幽筆、83面。もと84面だったが、1966年に火災で壁貼付1面（猿曳図）を焼失した。
  - 紙本墨画山水図 48面（雲門庵前室襖貼付8、室中襖貼付16、上間二之間襖貼付12、下間二之間襖貼付12）
  - 紙本墨画禅会図 6面（雲門庵塔所壁貼付）
  - 紙本墨画竜虎図 2面（雲門庵内陣壁貼付）
  - 紙本墨画竹林禽鳥図 10面（雲門庵内陣壁貼付1　仏壇之間襖貼付8、下間一之間壁貼付1）
  - 紙本墨画梅柳禽鳥図 8面（雲門庵内陣壁貼付2、下間一之間襖貼付2、仏壇間襖貼付4）
  - 紙本墨画隠士図 4面（上間一之間襖貼付）
  - 紙本墨画猿曳図 1面（上間一之間壁貼付）
  - 紙本墨画芦雁図 4面（下間一之間襖貼付）
  - 附：紙本墨画山水図 8面（知客寮襖貼付4、副司寮襖貼付4）
  - 附：紙本墨画鳳凰図衝立 1基（所在塔所）

（彫刻・工芸品）
- 木造大燈国師坐像（雲門庵安置）
- 鳳凰沈金経箱

（書跡典籍・古文書）
- 花園天皇大燈国師御問答書 2幅
- 紺紙墨書法華経 8巻 - 近衞家熈筆。
- 大蔵経 2018冊うち版本6冊
- 法華経 8巻 - 常子内親王筆。
- 徹翁義亨墨蹟 言外号
- 虚堂智愚墨蹟 尺牘
- 花園天皇宸翰置文 建武四年八月廿六日 - 興禅大燈国師宛。
- 宗峰妙超（大燈国師）墨蹟 遺偈 建武丁丑臘月日
- 宗峰妙超（大燈国師）墨蹟 投機偈 南浦紹明加印証語
- 大燈国師自筆法語（解夏小参語）
- 景徳伝燈録 15冊 - 宗峰妙超（大燈国師）筆。
- 大燈国師自筆書状（其後何条云々 二月廿四日 ）
- 大燈国師自筆書状（路次無殊事云々 十月三日 ）
- 大燈国師自筆書状（綸旨無相違云々 八月八日 ）
- 大燈国師自筆置文（法衣所伝語 建武四年臘月日 ）
- 大燈国師自筆置文（元亨四年五月六日）
- 大燈国師自筆置文（元徳三年八月四日）
- 大徳寺諸庄園文書目録（貞和五年十一月廿七日）
- 中納言奉書並高家庄絵図
- 徹翁和尚筆七ヶ条制法（建武四年五月十五日）
- 大徳寺文書（4267通）97巻、2帖、100冊、54幅、3246通、9鋪、172枚、1箇（附：文書袋及び文書箱17口、2合）[11]

典拠：2000年（平成12年）までの指定物件については、『国宝・重要文化財大全 別巻』（所有者別総合目録・名称総索引・統計資料）（毎日新聞社、2000）による。

### 国指定史跡
- 大徳寺境内 - 平成28年9月8日指定[12]。

### 国指定史跡・特別名勝
- 大徳寺方丈庭園 - 大正13年12月9日、国の史跡及び名勝に指定[13]。昭和27年3月29日に国の特別名勝に指定[13]。

### 京都市指定天然記念物
- イブキ

## 拝観
- 大徳寺本坊は非公開（例年10月第二日曜に方丈にて書画等を公開する曝涼展が行われる）。
- 塔頭のうち常時拝観可能なのは龍源院・瑞峰院・大仙院・高桐院の4か院。黄梅院・真珠庵・聚光院・総見院・芳春院・興臨院・孤篷庵などは秋などに期日を限って特別公開される場合がある。
- 龍光院は常時非公開。

## アクセス
- JR京都駅より京都市営バスで約30分、「大徳寺前」（101・205・206号）下車。
- 京都市営地下鉄烏丸線北大路駅より京都市営バスで約5分、「大徳寺前」（1・101・102・204・205・206・北8・M1号系統）下車。